# یارموث (مین)
یارمت (به انگلیسی: Yarmouth) شهری در ایالت مین کشور ایالات متحده آمریکا است که جمعیت آن در سرشماری سال ۲۰۱۰ میلادی، ۵٬۸۶۹ نفر بوده‌است.